# Chaloenus latifrons
Chaloenus latifrons es un coleóptero de la familia Chrysomelidae.
Fue descrita científicamente en 1861 por Westwood.